# معاذ فقيهي
معاذ عبد العزيز فقيهي (مواليد 30 مايو 2003) هو لاعب كرة قدم سعودي، يبلغ طوله 170 سم، ويشغل مركز الظهير الأيسر في صفوف نادي الاتحاد .